# Arminda (nombre)
Arminda es un nombre de pila de mujer, su variante masculina es Armando. Proviene de germánico "Heermand" que significa La Guerrera.

## Santoral
- 23 de enero, Santa Arminda[2] Arminda también es un nombre aborigen canario. La última princesa de Gran Canaria.

## Variantes
- Masculino: Armando

## Personajes célebres
- Arminda Aberastury, psicóloga argentina
- Arminda Alba, cantante boliviana
- Arminda Schutte, pianista cubana
- Arminda Kanku, influencer y afroactivista
- Arminda Febles, Enfermera luchadora en la pandemia.